# Plörnbach
Plörnbach ist ein Gemeindeteil der Gemeinde Haag an der Amper im Norden des oberbayerischen Landkreises Freising. 

## Lage
Der Weiler Plörnbach liegt nördlich von Haag am Aufstieg vom Ampertal in das Hügelland der Hallertau. In der früheren Gemeinde lebten bis zu ihrer Auflösung 1976 etwa 350 Einwohner.

## Geschichte
Plörnbach gehörte bis ins 19. Jahrhundert zum Gebiet des Landgerichts Moosburg (Amt Mauern) und war dort als landgerichtsunmittelbarer Ort Sitz einer Obmannschaft.
Zur Obmannschaft Plörnbach gehörten die Dörfer Oberplörnbach und Unterplörnbach, Mittermarchenbach und Untermarchenbach sowie der Weiler Hausmehring.
Im Zuge der Gemeindebildung nach dem Zweiten Gemeindeedikt wurde Plörnbach 1818 eine politisch selbstständige Landgemeinde. Der Gemeinde angegliedert wurde aus der ehemaligen Herrschaft Isareck das Dorf Obermarchenbach mit den Einöden Holzhäusl, Wälschbuch und Wörlhof. Somit waren alle mit Marchenbach bezeichneten Ortschaften in der Landgemeinde Plörnbach vereinigt.
Bei den Volkszählungen 1961 und 1970 hatte die Gemeinde 279 und 277 Einwohner.
Mit der Gemeindegebietsreform wurde die Gemeinde Plörnbach am 1. Januar 1976 aufgelöst und nach Haag an der Amper eingemeindet. Im Jahr 1984 hat die Gemeinde Haag an der Amper die bis dahin bestehenden Ortsbezeichnungen Ober- und Unterplörnbach in die seitdem gültige Ortsbezeichnung Plörnbach geändert.